# Herbert Bayer
Pour les articles homonymes, voir Bayer.
Herbert Bayer, né le 5 avril 1900 à Haag am Hausruck (Autriche) et mort le 30 septembre 1985 à Montecito (États-Unis), est un typographe et photographe, mais également designer, peintre, architecte et sculpteur américain d'origine autrichienne.

## Biographie
Herbert Bayer sert dans l'armée autrichienne de 1917 à 18. Il suit les cours de l'école du Bauhaus de Weimar et devient, dès 1925, le premier enseignant titulaire en graphisme publicitaire et typographie. Nommé chef d'imprimerie, il prend rapidement ses distances par rapport à la conception esthétique de son maître, Moholy-Nagy.

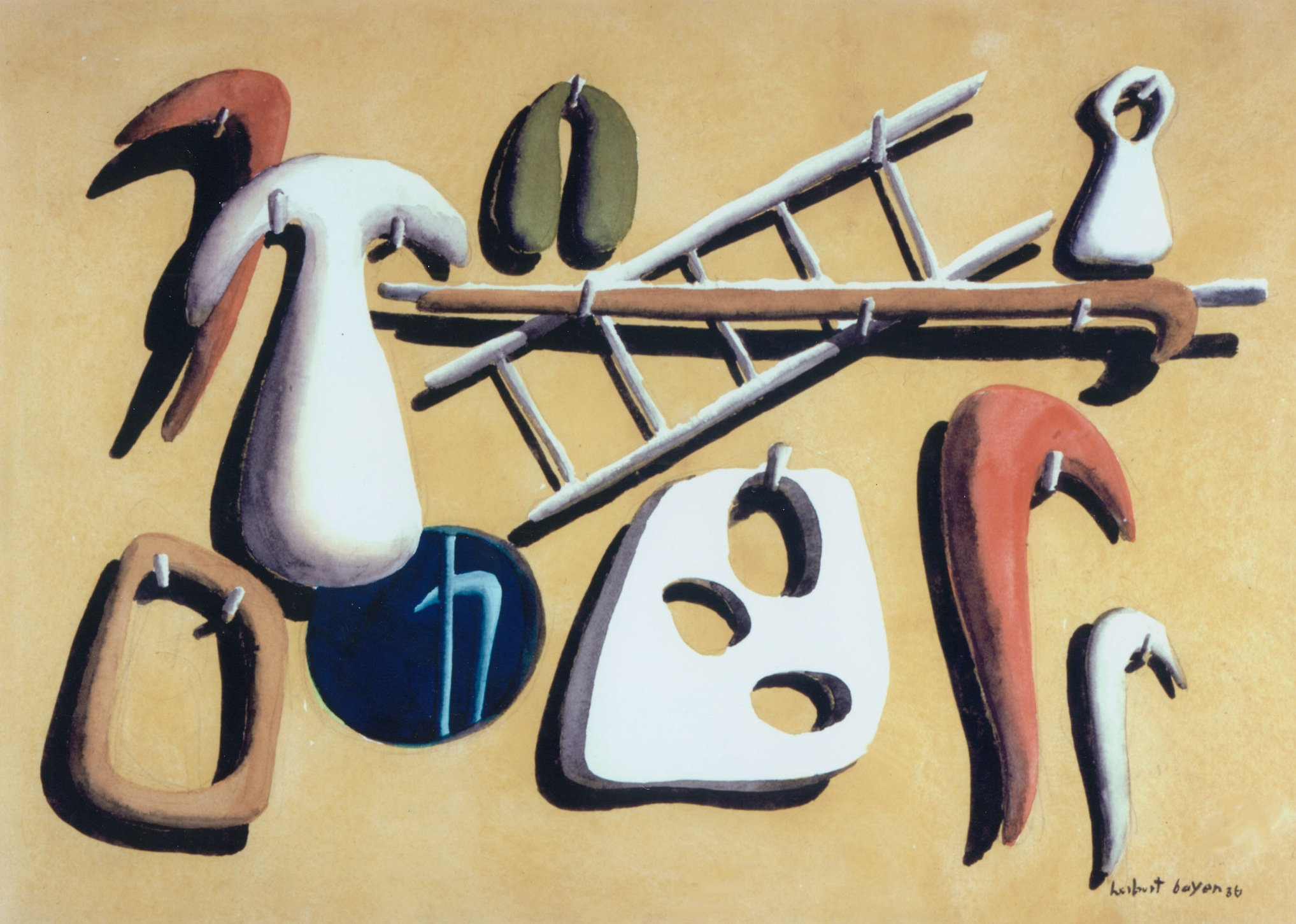
Stadelwand, 1936, Centre M.T. Abraham

Pour lui, la publicité a un rôle économique et social à remplir dont l'instrument doit être la typographie « grotesque » ou « linéale ». Il va même jusqu'à chasser les capitales sous prétexte qu'il est plus simple de composer avec un seul alphabet. Aussi, dès 1925, il se consacre à mettre au point son propre alphabet de linéales sans majuscules : l'Universal.
Dans son atelier, Herbert Bayer n'admet que les formes de composition telles que le cercle, le carré, le rectangle, le triangle ainsi que les couleurs élémentaires comme le bleu, le jaune, le rouge ou le noir. De ses exigences, un style Bauhaus s'est très vite dégagé.
Mais au cours des années 1920, il réalise également ses premières photographies inspirées du mouvement de la Nouvelle Vision. Il part en 1928 à Berlin où il devient directeur artistique de Vogue Allemagne durant le peu de temps de publication de ce magazine. Dans les années qui suivent, il perpétue sa recherche photographique, mélangeant les mots et les images de façon parfois humoristique ou parfois surréaliste.
En 1938, Herbert Bayer quitte l'Allemagne hitlérienne pour venir vivre aux États-Unis où la nationalité américaine lui est donnée en 1944. Conseiller artistique, il élabore des projets d'agencements intérieurs partout dans le monde puis devient sculpteur. Il réalise alors des espaces en trompe-l'œil qu'il transpose en de véritables espaces ouverts. Élaborant ainsi une des premières formes d'art d'environnement, il annonce ainsi le Land art à venir, notamment en 1955 avec son « Grass Mound » : œuvre entièrement constituée de gazon. De plus, il crée aussi des sculptures donnant l'illusion du mouvement. En 1977, une rétrospective de son œuvre est présentée à l'ARCO Center for Visual Art (en) de Los Angeles ; la même année, il reçoit la Austrian Decoration for Science and Art (en).

## Prix et récompenses
- 1969 : Prix culturel de la Société allemande de photographie.

## Œuvres
- Grass Mound, 1955
- Lonely Metropolitan, 1932